# Dinamo Bucarest (volley-ball masculin)
Pour le club omnisports, voir Dinamo Bucarest.
Le Dinamo Bucarest est un club roumain de volley-ball fondé en 1948 et basé à Bucarest. Pour la section féminine, voir CS Dinamo Bucureşti.

## Historique

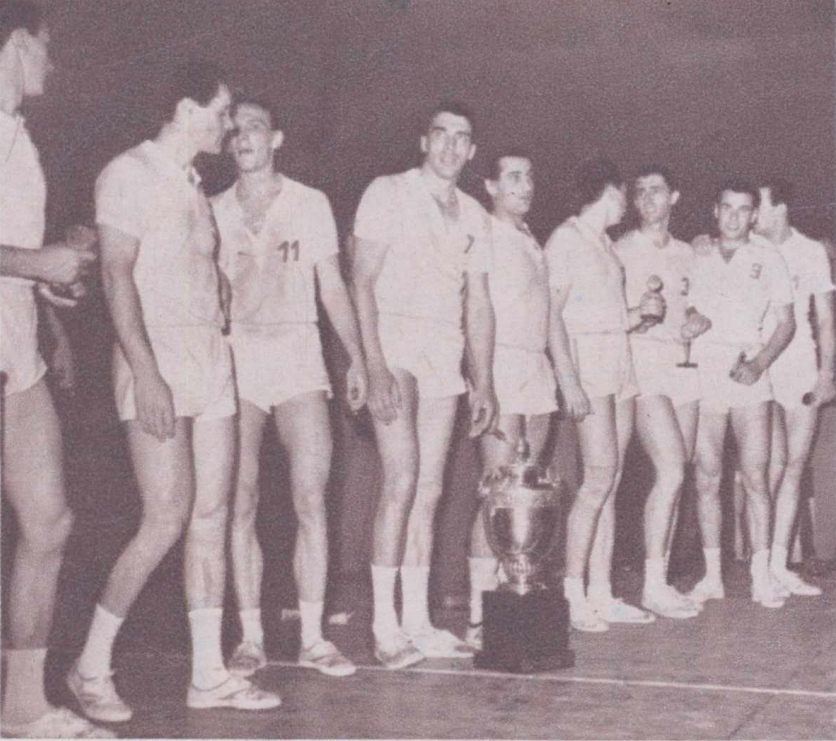
Équipe de Dinamo Bucarest en 1966.

## Palmarès
| Compétitions nationales | Compétitions internationales |
| - Championnat de Roumanie (19) - Vainqueur : 1953, 1958, 1972, 1973, 1974, 1975, 1976, 1977, 1979, 1980, 1981, 1982, 1983, 1984, 1985, 1991, 1992, 1994, 1995. - Finaliste : 1988, 1989, 2007, 2009. - Coupe de Roumanie (3) - Vainqueur : 2011, 2019, 2021. - Finaliste : 2012, 2014. - Supercoupe de Roumanie (2) - Vainqueur : 2021, 2022. - Finaliste : 2019. | - Ligue des champions (3) - Vainqueur : 1966, 1967, 1981. - Finaliste : 1968,1974, 1977. - Troisième : 1982. - Coupe des Coupes (1) - Vainqueur : 1979. |

## Personnalités du club

### Entraîneurs
- 1964-1969 :  Sebastian Mihăilescu
- ? :  Daniel Radulescu
- ? :  Marian Constantin
- déc. 2020-2021 :  Stevan Ljubičić
- 2021- :  Fernando Muñoz Benítez

### Joueurs emblématiques
- Marius Chițiga
- Gheorghe Crețu
- Dan Gîrleanu
- Corneliu Oros
- Pierre Pujol

1. 1 2  Seuls les principaux titres en compétitions officielles sont indiqués ici.